# Wilhelm Flegler

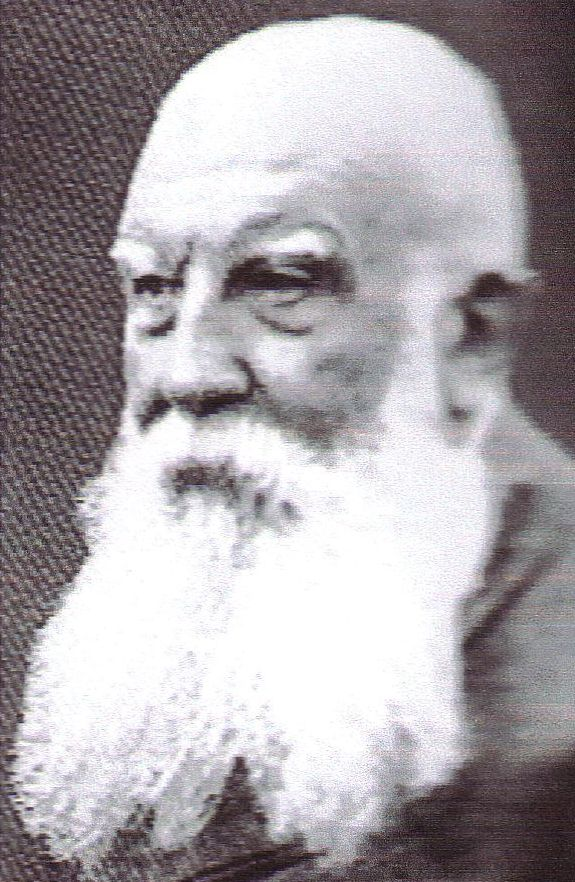
Wilhelm Flegler

Wilhelm Flegler (Pseudonym: Ben Quillan; * 18. Mai 1848 in Sprendlingen; † 19. Dezember 1935 in Bensheim) war ein deutscher Lehrer, Historiker und Schriftsteller.

## Leben
Flegler besuchte das Gymnasium in Darmstadt und studierte evangelische Theologie an der Hessischen Ludwigs-Universität. Seit dem Wintersemester 1865/55 war er Mitglied des Corps Hassia. 1868 war er einer der drei Gießener Vorsitzenden des Kösener Congresses. Auf Fleglers Antrag wurde 1869 das Prädikat „wohllöblich“ für Senioren-Convente und Corpsburschen-Convente offiziell. 1892 verlieh ihm Hassia bei ihrem 50. Stiftungsfest die Ehrenmitgliedschaft. 1871 wurde er Vikar in Framersheim, 1874 in Worms und 1877 am Predigerseminar in Bensheim. Dort seit 1878 Oberlehrer und Gymnasialprofessor, wurde er 1916 pensioniert. Zeitlebens befasste Flegler sich intensiv mit der Geschichte Hessens. Als Erziehungstheoretiker war Flegler einer der Protagonisten des Corpsstudententums. Unter dem Pseudonym Ben Quillan schrieb er viele corpshistorische Beiträge in den Academischen Monatsheften. Er engagierte sich mit Leonhard Zander in der Zanderschen Reformbewegung. Sein Sohn Eugen Flegler, geboren 1897 in Bensheim, war Professor für Elektrotechnik und nachmaliger Rektor der RWTH Aachen.

„Bilden heißt einen Einklang von Freiheit und Gebundenheit erzielen, Menschen schaffen, die beides zugleich sind, selbständige, auf sich ruhende Persönlichkeiten und doch dabei auch brauchbare Mitglieder eines Ganzen, funktionsfähige Organe an dem Organismus, dem sie eingefügt sind.“

## Werke
- Matthias Claudius’ Ausgewählte Werke. Mit einem Lebensbilde und mit Anmerkungen. Philipp Reclam jun. Leipzig, ohne Jahresangabe
- Corpsgeschichte der Hassia 1815–1860, 1897; neu hg. Geschichte des Corps Hassia Giessen zu Mainz. 1815-1965, Mainz: Selbstverl. d. Alten Herren d. Corps, 1965.
- Rheinhessen in der Zopfzeit. Bilder aus dem staatlichen und dem geistigen Leben des nördlichen Pfälzerlands in der Mitte des 18. Jahrhunderts. Hessische liberale Wochenschrift (Darmstadt), 1912
- Das Gießer Kommersbuch und die hessische Erste Kammer der Stände, 2. durchgesehener Abdruck. Münchow, Gießen 1918
- Alt-Giesser Allerlei. Münchow, Gießen 1918
- Aus der Franzosenzeit. Hessische liberale Wochenschrift (Darmstadt), 1914